# سونگان
سونگان، روستایی در دهستان قلعه بخش مرکزی شهرستان منوجان در استان کرمان ایران است.

## جمعیت
بر پایه سرشماری عمومی نفوس و مسکن در سال ۱۳۹۵، جمعیت این روستا برابر با ۲۳ نفر (۶ خانوار) بوده‌است.